# Ronald Albert Martin
Ronald Albert Martin (Ron Martin), né le 28 avril 1943 à London en Ontario au Canada, est un peintre.

## Biographie
Né le 28 avril 1943 à London en Ontario au Canada, il a étudié dans cette même ville à l'école H.B. Beal. En 1964, il travaille dans un atelier partagé avec Murray Favro. En 1965, il réalise sa première exposition solo à la galerie de Jack Pollock à Toronto. Des peintres expressionnistes abstraits tels que Jackson Pollock ou Milton Resnick, lui donnent l'envie de l'abstraction.
Il ouvre son premier studio avec Murray Favro à London, en Ontario. Il est un des premiers membres de la galerie de Forest City et est très influencé aux débuts de sa carrières par Greg Curnoe. Il fait partie d'un petit groupe de peintres canadiens qui considèrent que la peinture est un art par la performance plutôt que par l'œuvre finie.
Jusqu'en 1965, Martin expose ses peintures au Canada, aux États-Unis, en Allemagne, au Japon et en France. Ses tableaux sont exposés entre autres au Musée des beaux-arts du Canada, au Musée des beaux-arts de l'Ontario, au Musée national des beaux-arts du Québec et à la Galerie d'art de Vancouver.

## Techniques
Il travaille souvent par séries de tableaux monochromes sur des surfaces planes, utilisant différentes techniques telles que le coulage (pouring), le grattage, le pinceau ou à main nue.

## Œuvres
- 1972, Bright Red Paintings[1]
- 1974-1981, Black Paintings[1]
- 1981-1985, Geometric Paintings[1]
- Black, White and Grey Paintings[1]

## Récompenses
- 2012, Prix du gouverneur général en arts visuels et en arts médiatiques[1]